# Julie Patte
Pour les articles homonymes, voir Patte (homonymie).
Julie Patte, née le 26 novembre 1976 à Charleroi est une femme politique belge wallonne, membre du Parti socialiste (Belgique) depuis 2001.
Elle est master en Journalisme et Sciences politiques; chef de Cabinet adjoint au Cabinet du Ministre Président du Gouvernement wallon et de la Fédération Wallonie-Bruxelles Rudy Demotte, spécialisée dans le développement économique et la coordination du Plan Marshall 2.vert; elle est administratrice rémunérée d' IGRETEC (2013-), de La Sambrienne (2013-) et de Wallimage Entreprises sa (2011-); commissaire du gouvernement à la SPAQuE depuis 2009.

## Carrière politique
- Conseillère communale à Charleroi (2012-2014)
- Députée wallonne et au Parlement de la fédération Wallonie-Bruxelles du 22 juillet 2014 à septembre 2014 en suppléance de Paul Magnette, ministre-président, empêché.
- Depuis septembre 2014, échevine à Charleroi.